# Шон Каннінгем
Шон Каннінгем (англ. Sean S. Cunningham; 31 грудня 1941) — американський режисер і продюсер. Відомий як режисер фільму «П'ятниця 13-е».

## Біографія
Шон Каннінгем народився 31 грудня 1941 року в місті Нью-Йорк, США. Відмітна особливість Каннінгема, як і деяких інших режисерів низькобюджетних фільмів його покоління (Вільям Гірдлер, Олівер Хеллман): знімати дуже швидко і дешево. Кар'єра Шона почалася із зустрічі в 1971 році з режисером Весом Крейвеном, який став його близьким другом. Вони вирішили зняти романтичну комедію «Разом», а рік потому випустили, шокував широку громадськість, фільм «Останній будинок ліворуч». Подивившись фільм Джона Карпентера «Хелловін» 1978 року, Каннінгем захотів зняти подібну картину. В решті в 1980 році з'явився фільм «П'ятниця 13-е», який викликав величезну кількість продовжень і ще більше наслідувань. Цікаво, що одночасно з цією картиною Шон знімав підлітковий спортивний фільм «А ось і Тигри» (1978). І режисер, і продюсери вважали, що саме він стане великим хітом, і приділяли йому значно більше уваги, ніж «П'ятниці 13-е». Але, в підсумку, саме «П'ятниця 13-е» стала величезним хітом, а «А ось і Тигри» провалився в прокаті.

## Фільмографія
| Рік  |     | Українська назва                                 | Оригінальна назва                               | Роль                         |
| ---- | --- | ------------------------------------------------ | ----------------------------------------------- | ---------------------------- |
| 1970 | док | Мистецтво одруження                              | The Art of Marriage                             | режисер, продюсер            |
| 1971 | ф   | Разом                                            | Together                                        | режисер, продюсер, сценарист |
| 1972 | ф   | Останній будинок ліворуч                         | The Last House on the Left                      | продюсер                     |
| 1973 | ф   | Справа про вбивства при повному місяці           | Case of the Full Moon Murders                   | режисер, продюсер            |
| 1976 | ф   | Господарі темряви                                | Último deseo                                    | продюсер                     |
| 1978 | ф   | А ось і Тигри                                    | Here Come the Tigers                            | режисер, продюсер            |
| 1978 | ф   | Сироти Менні                                     | Manny's Orphans                                 | режисер, продюсер            |
| 1980 | ф   | П'ятниця 13-е                                    | Friday the 13th                                 | режисер, продюсер, сценарист |
| 1982 | ф   | Незнайомець спостерігає                          | A Stranger Is Watching                          | режисер                      |
| 1983 | ф   | Весняні канікули                                 | Spring Break                                    | режисер, продюсер            |
| 1985 | ф   | Нові діти                                        | The New Kids                                    | режисер, продюсер            |
| 1985 | ф   | Будинок                                          | House                                           | продюсер                     |
| 1987 | ф   | Будинок 2                                        | House II: The Second Story                      | продюсер                     |
| 1989 | ф   | Будинок 3: Шоу жахів                             | The Horror Show                                 | продюсер                     |
| 1989 | ф   | Глибинна зірка шість                             | DeepStar Six                                    | режисер, продюсер            |
| 1992 | в   | Будинок 4                                        | House IV                                        | продюсер                     |
| 1993 | ф   | Хлопець з того світу                             | My Boyfriend's Back                             | продюсер                     |
| 1993 | ф   | Джейсон відправляється в пекло: Остання п'ятниця | Jason Goes to Hell: The Final Friday            | продюсер                     |
| 2001 | ф   | Джейсон X                                        | Jason X                                         | продюсер                     |
| 2001 | ф   | Максимальний екстрим                             | XCU: Extreme Close Up                           | режисер, продюсер            |
| 2002 | тф  | Вторгнення на Землю                              | Terminal Invasion                               | режисер, продюсер            |
| 2003 | ф   | Фредді проти Джейсона                            | Freddy vs. Jason                                | продюсер                     |
| 2006 | ф   | Спіймані в пастку                                | Trapped Ashes                                   | режисер                      |
| 2009 | док | Його звали Джейсон: 30 років «П'ятниці 13-е»     | His Name Was Jason: 30 Years of Friday the 13th | продюсер                     |
| 2009 | ф   | П'ятниця 13-те                                   | Friday the 13th                                 | продюсер                     |
| 2009 | ф   | Останній будинок ліворуч                         | The Last House on the Left                      | продюсер                     |
| 2016 | с   |                                                  | Friday the 13th: Crystal Lake Chronicles        | продюсер                     |